# Geoffrey Ridel (obispo de Ely)

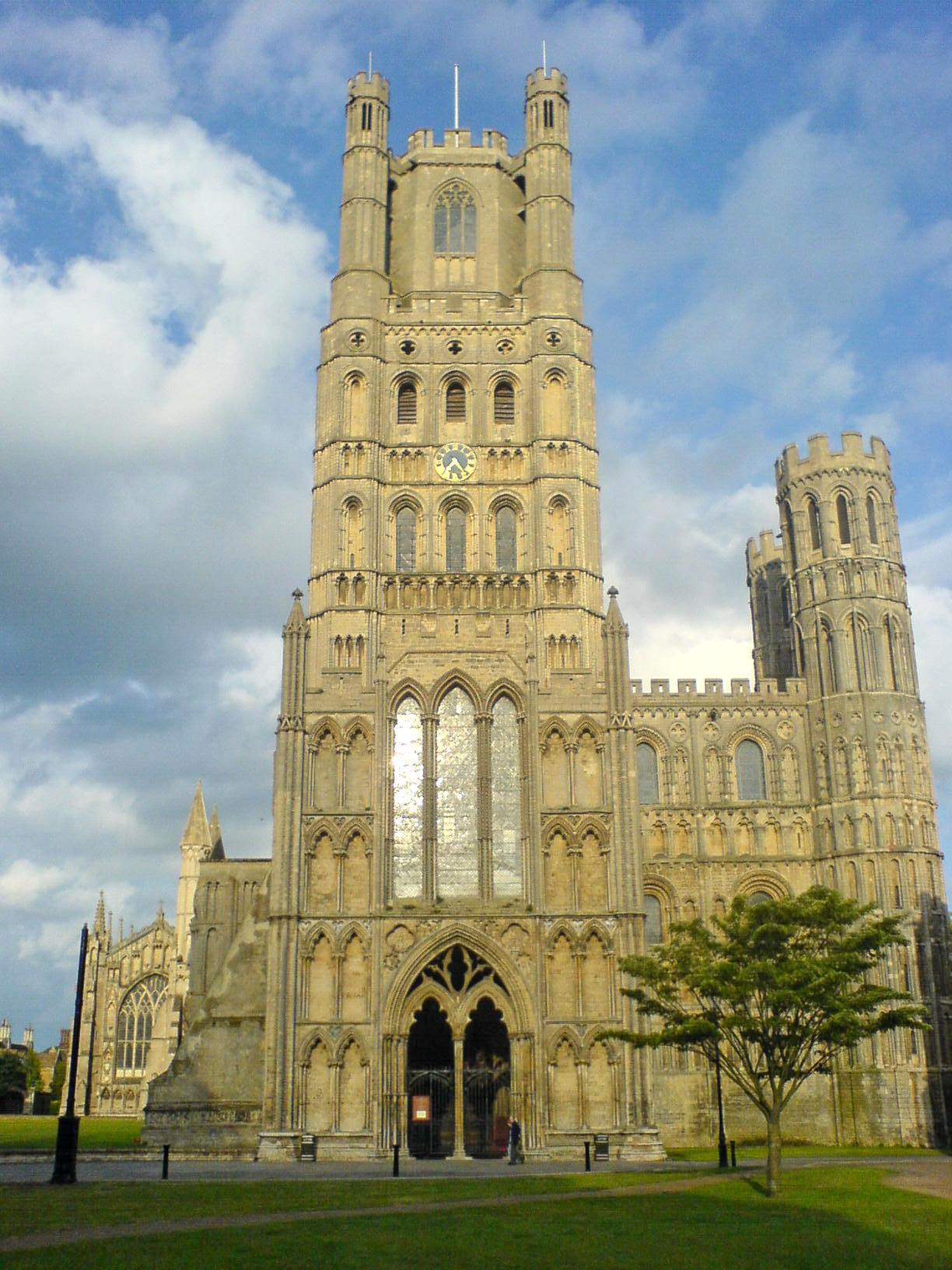
Vista exterior de la catedral de Ely, donde está sepultado Ridel.

Geoffrey Ridel (¿? - 1189) fue obispo de Ely y el decimonoveno Lord Canciller de Inglaterra, de 1162 a 1173. Probablemente era sobrino nieto del Geoffrey Ridel que murió en 1120 y que formó parte del tribunal real. Se desempeñó como empleado de la corona alrededor de 1156, cuando se inició por primera vez en las cédulas testimoniales. Fue secretario del rey antes de ser nombrado arcediano de Canterbury, cargo que ocupó en marzo de 1163. Realizó las actividades de la oficina de la cancillería después de la renuncia de Thomas Becket, pero no existen documentos donde expresamente le nombren para ese puesto. También se desempeñó como juez real. En 1165, Ridel fue barón del Ministerio de Hacienda.
Durante la controversia entre el rey Enrique II de Inglaterra y el arzobispo Thomas Becket, Ridel apoyó al rey. Ridel fue una de las personas a las que iban dirigidas las Constituciones de Clarendon, junto con Richard de Luci y Richard de Ilchester. Ridel fue a Roma en 1164, para representar al rey ante la curia papal, y en 1166 se opuso a Becket, una vez más. En 1169 instó al rey Luis VII de Francia a no dar refugio a Becket. Los partidarios de Becket llamaban a Ridel el «archidiabolus», o «nuestro archidemonio», en un juego de palabras con el cargo de arcediano que ocupaba Ridel, que en inglés se escribe archdeacon. Ridel también solicitó al hijo del rey Enrique, Enrique el Joven, que se negara a ver al arzobispo en 1170, asegurándole al príncipe que Becket quería que fuera desherdedado.
Después de que la controversia se resolvió, Ridel fue recompensado con un obispado. Fue elegido para la sede de Ely a finales de abril de 1173 y consagrado el 6 de octubre de 1174, en Canterbury. Por varios años antes de su elección había sido el custodio de la sede y había recibido ingresos episcopales. Cuando se convirtió en obispo renunció a la cancillería, aunque siguió participando en asuntos gubernamentales, como asistir a los consejos y escoltar a Provenza a Juana, la hija del rey Enrique II, cuando fue enviada a Sicilia para casarse con el rey Guillermo II de Sicilia. También continuó en su cargo de barón de la Hacienda Pública por lo menos hasta 1185.
Ridel murió el 20 o 21 de agosto de 1189. Después de su muerte, el rey Ricardo I de Inglaterra confiscó sus propiedadades personales, ya que Geoffrey murió sin dejar testamento. Los bienes del obispo a su muerte incluían más de 3000 marcos en monedas, insumos agrícolas, además de oro y plata. Fue enterrado en la catedral de Ely. Durante su tiempo como obispo construyó gran parte del transepto occidental de la catedral de Ely.